# Дадли, Энн (музыкант)
Энн Дадли (англ. Anne Dudley, урождённая Энн Дженифер Бэкингем (англ. Anne Jennifer Beckingham), род. 7 мая 1956 года в Чатеме) — британский композитор и музыкант, обладательница премии «Оскар» (1998) в номинации «Лучшая музыка к фильму» за картину «Мужской стриптиз».

## Биография

### Образование
Энн получила классическое музыкальное образование в Королевском музыкальном колледже. Вместе с дипломом пианистки ей присвоили степень бакалавра музыки. Затем Энн в течение года обучалась в Королевском колледже в Кембридже, где получила степень магистра.
Несмотря на предрекаемый ей исполнительский успех Энн оставила мир классической музыки и некоторое время сотрудничала с джазовыми исполнителями. Изучив тайны джазовой импровизации («Профессионалы навсегда лишили меня удовольствия слушать джаз»), Энн основала авангардный экспериментальный альтернативный, но необыкновенно коммерчески успешный коллектив «The Art of Noise».

### ЭпохаThe Art of Noise
Группа The Art of Noise создавала музыку преимущественно из звуков окружающего мира, предвосхитив множество стилистических течений 1980-х и 1990-х годов. Также группа обеспечила идеологическое обоснование повсеместному семплированию и всеобщей ремиксомании, захватившим музыку во второй половине 1980-х.
В 1999 году Энн с единомышленниками возобновила деятельность группы. Лол Крим (англ. Lol Creme), Энн Дадли, Тревор Хорн (англ. Trevor Horn), Пол Морли (англ. Paul Morley) записали альбом «The Seduction of Claude Debussy».

### Поп-музыка
С того времени и до сего дня Энн работает аранжировщицей. Она создает прекрасное оркестровое сопровождение, аккомпанирует на фортепиано, сама дирижирует симфоническим оркестром во время записи, а в последние годы все чаще сама выступает звукорежиссёром. Она сотрудничала с огромным количеством современных исполнителей, среди которых Pet Shop Boys, Seal, Энни Ленокс, Spice Girls, Лайза Минелли, Фил Коллинз, Пол Маккартни, Элисон Мойе, Уилл Янг, Андреа Корр.

### Кино и реклама
Энн писала музыку для рекламных роликов, очень молодой тогда режиссёр Тони Кэй (англ. Tony Kaye), во многом благодаря сотрудничеству с Энн Дадли, произвел сенсацию в мире телерекламы. Затем он снял полнометражный фильм «Американская история X», музыку для которого также писала Энн Дадли. В процессе создания фильма между режиссёром и продюсерами разгорелся конфликт, ставший к тому же достоянием прессы. В итоге, несмотря на грандиозный успех фильма, карьера Энн в Голливуде не задалась. Энн всё-таки получила «Оскара» за музыку к снятому в Британии фильму «Мужской стриптиз». Фильм также получил награду BAFTA, вторую в копилке Энн Дадли. Впервые её наградили за музыку к фильму «Buster». Энн постоянно пишет музыку для телесериалов. Наиболее известна её работа для телесериала «Дживс и Вустер» (в том числе, знаменитый лейтмотив, звучащий в начале и в конце каждой серии).

### Классическая музыка
Следует особенно отметить работу Энн Дадли в области классической музыки. По заказу группы Eroica Trio Энн создала переложение Чаконы И. С. Баха из партиты ре-минор для скрипки без аккомпанемента BWV 1004. Грандиозное и во многом таинственное сочинение ранее перерабатывали для других инструментов Мендельсон, Шуберт, Брамс, Бузони. Версия Энн Дадли предназначена для фортепианного трио (скрипка, виолончель, фортепиано).
Альбом «Ancient & Modern» посвящён литургической музыке. Он состоит из необычно переосмысленных произведений И. С. Баха, композитора эпохи Тюдоров Томаса Таллиса, Ральфа Воан-Уильямса, а также собственной музыки Энн Дадли, в которой слышится сильнейшее влияние композиторов-минималистов Стивена Райха и Филипа Гласса.

### Руководство оркестром Би-Би-Си
В течение нескольких лет Энн Дадли была официальным композитором концертного оркестра Би-Би-Си «BBC Concert Orchestra». На этом посту она создала несколько концертных программ из сочинений современных поп-музыкантов и прославленных классиков, облекая известную музыку в оригинальные оркестровые аранжировки. Например, её оркестровая версия «Богатырских ворот в Киеве» Мусоргского затмевает известную обработку Равеля. Работу Энн Дадли с оркестром Би-Би-Си можно услышать на диске Seriously Chilled.

## Дискография
- 1990 — Songs From the Victorious City (совместно с Джэзом Коулменом, лидером группы Killing Joke)
- 1990 — Jeeves and Wooster
- 1992 — The Crying Game
- 1999 — Ancient and Modern
- 2000 — 10th Kingdom
- 2001 — A Different Light
- Club Classical — Orchestral chillout sounds — a compilation of album tracks and live recordings available only from BBC Music Magazine.
- 2003 — Seriously Chilled
- 2006 — Black Book (soundtrack)
- 2018 — Plays The Art Of Noise

## Список фильмов с музыкой Энн Дадли
- 2015—2019 — Полдарк (телесериал, 2015) (ТВ)
- 2008 — / Trial & Retribution XV: The Rules of the Game (ТВ)
- 2007 — Эскорт для дам / Walker, The
- 2006 — / Lake of Fire
- 2006 — Черная книга / Zwartboek
- 2006 — Идеальное создание / Perfect Creature
- 2006 — Тристан и Изольда / Tristan + Isolde
- 2005 — / Whatever Love Means (ТВ)
- 2003 — Ключ / Key, The (ТВ)
- 2003 — Золотая молодежь / Bright Young Things
- 2003 — Одиночка / A Man Apart
- 2002 — Город проклятых / Gathering, The
- 2001 — Таблоид / Tabloid
- 2001 — / Human Body, The
- 2001 — Подарок судьбы / Lucky Break
- 2001 — Обезьянья кость (2001) / Monkeybone
- 2000 — Чудотворец / Miracle Maker, The (ТВ)
- 2000 — Десятое королевство / 10th Kingdom, The (сериал)
- 1999 — / Donovan Quick (ТВ)
- 1999 — Управляя полетами / Pushing Tin
- 1998 — Американская история Х / American History X
- 1997 — Мужской стриптиз / Full Monty, The
- 1997 — Полицейские во времени / Crime Traveller (сериал)
- 1996 — / Hollow Reed
- 1996 — Штрафной / When Saturday Comes
- 1995 — Горесть секса / Sadness of Sex, The
- 1995 — Гротеск / Grotesque, The
- 1994 — Приключения знаменитого кота-сыщика / Felidae
- 1994 — / Anna Lee (сериал)
- 1992 — Жестокая игра / Crying Game, The
- 1992 — Ход конём / Knight Moves
- 1991 — Папа римский должен умереть / Pope Must Die, The
- 1991 — Чудо (1991) / Miracle, The
- 1990—1993 — Дживс и Вустер (сериал) / Jeeves and Wooster
- 1989 — Уилт / Wilt
- 1989 — Две женщины / Zwei Frauen
- 1989 — Скажи что-нибудь… / Say Anything…
- 1989 — Могучий Куинн / Mighty Quinn, The
- 1988 — Бастер / Buster
- 1987 — Игра в прятки / Hiding Out
- 1987 — Безалаберные / Disorderlies